# Ali Hamurcuoğlu
Ali Hamurcuoğlu (* 6. September 1960 in Şanlıurfa) ist ein ehemaliger türkischer Fußballspieler.

## Karriere
Hamurcuoğlu spielte in den 1980er-Jahren für Galatasaray Istanbul sowie in der 2. Liga bei Lüleburgazspor und Bakırköyspor.